# Ancteville
Ancteville is een plaats en voormalige gemeente in het Franse departement Manche in de regio Normandië en telt 200 inwoners (2004). De plaats maakt deel uit van het arrondissement Coutances.

## Geschiedenis
De gemeente maakte deel uit van het kanton Saint-Malo-de-la-Lande tot dit op 22 maart 2015 werd opgenomen. Ancteville werd hierop opgenomen in het kanton Coutances.
De gemeente werd op 1 januari 2019 opgeheven en een commune déléguée van de op die dag gevormde commune nouvelle Saint-Sauveur-Villages, die verder in het kanton Agon-Coutainville lag. Op 5 maart 2020 werd ook Ancteville overgeheveld van het kanton Coutances naar kanton Agon-Coutainville.

## Geografie
De oppervlakte van Ancteville bedraagt 7,8 km², de bevolkingsdichtheid is 25,6 inwoners per km².
De onderstaande kaart toont de ligging van Ancteville met de belangrijkste infrastructuur en aangrenzende gemeenten.

## Demografie
Onderstaande figuur toont het verloop van het inwonertal (bron: INSEE-tellingen).

## Geboren in Ancteville
- Raymond Delisle (1943-2013), voormalig wielrenner

Ancteville · Le Mesnilbus · La Ronde-Haye · Saint-Aubin-du-Perron · Saint-Michel-de-la-Pierre · Saint-Sauveur-Lendelin · Vaudrimesnil